# Spitzkoppe
 (décembre 2016).
Si vous disposez d'ouvrages ou d'articles de référence ou si vous connaissez des sites web de qualité traitant du thème abordé ici, merci de compléter l'article en donnant les références utiles à sa vérifiabilité et en les liant à la section « Notes et références ».
Le Spitzkoppe (aussi connu sous le nom de Spitzkop, Groot Spitzkop, ou de « Cervin de Namibie »), est un amoncellement rocheux de pics granitiques ou bornhardts. 
Il est situé au sein du Damaraland entre Usakos et Swakopmund dans le désert du Namib. La roche y est vieille de plus de 700 millions d'années, et le point le plus haut se trouve à 1 728 mètres d'altitude, 700 mètres au-dessus des plaines qui l'entourent. L'effet est d'autant plus saisissant que le terrain autour est d'un plat absolu, à l'exception d'une petite chaîne, connue sous le nom de Pontok, dont fait partie le Little Spitzkoppe, qui s'élève à 1 557 mètres d'altitude. Sur les roches alentour, on peut voir de nombreuses peintures de Bochimans.

## Faune

### Mammifères

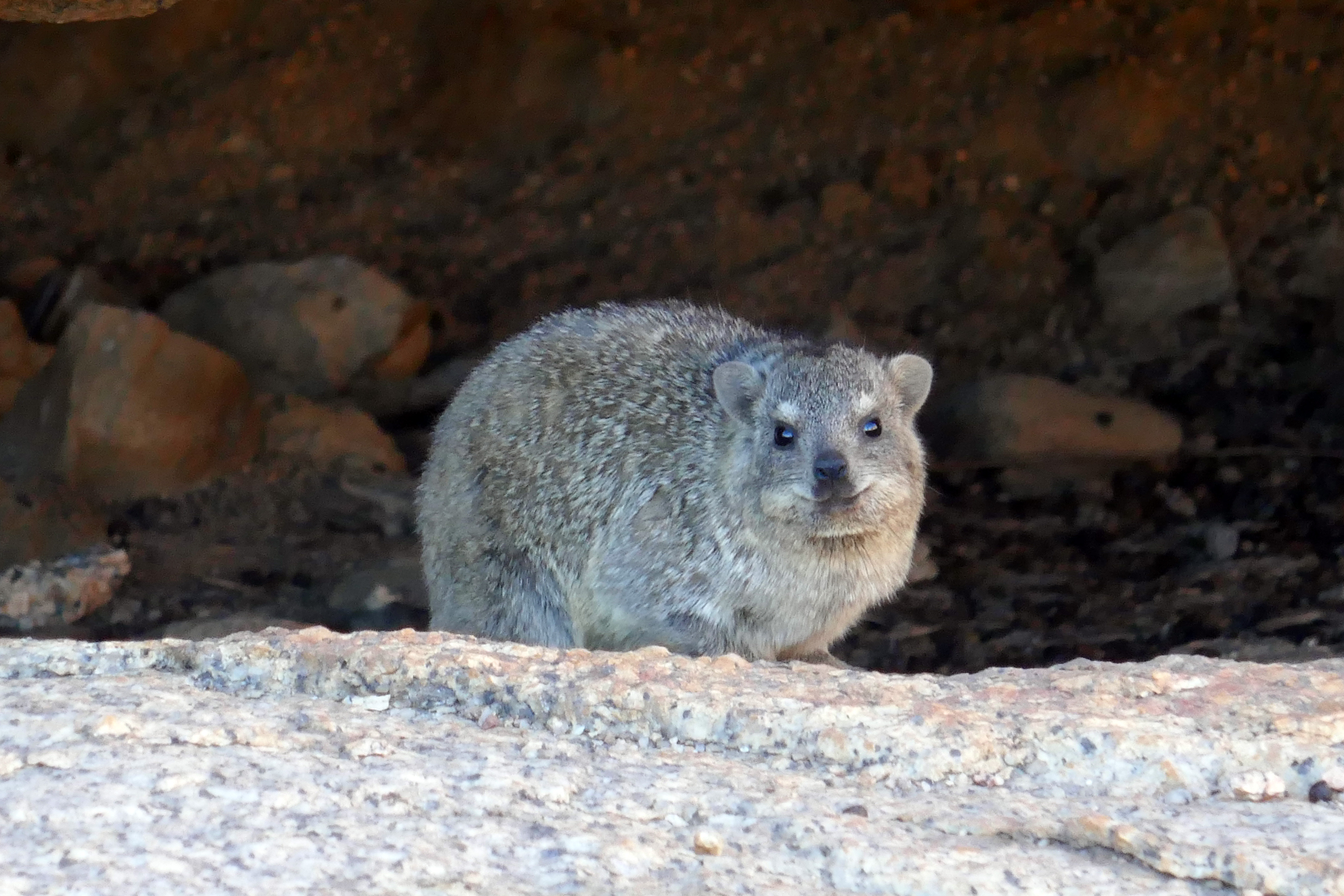
Un daman du Spitzkoppe.

Parmi les mammifères, seule une espèce de daman réside à l'année autour du Spitzkoppe. Il apprécie particulièrement les parois verticales et la chaleur ne le dérange pas. On peut en revanche croiser des groupes de springboks, ou même d'éléphants du désert.

### Reptiles
Quelques-uns des serpents les plus dangereux au monde vivent dans les hautes herbes des plaines du Spitzkoppe, tels que le mamba noir ou le cobra.

## Histoire
Une ascension du pic nécessite une pratique de l'escalade de haut niveau. À cause de l'isolement du site, de la chaleur et du manque d'eau, l'ascension est longtemps demeurée irréalisable.
Il est possible qu'un soldat de la Schutztruppe Royale allemande ait réussi à escalader le pic en solitaire, en 1904, et ait fait un feu au sommet. Ce qu'il aurait fait brûler reste un mystère, étant donné l'absence totale de matériau combustible sur les hauteurs du Spitzkoppe. La légende veut qu'il ne soit jamais revenu et que son corps n'ait jamais été retrouvé. Évidemment, on ne peut plus trouver aucune preuve de cet exploit aujourd'hui.
La première ascension dont on retrouve une trace écrite a été réalisée par une équipe du Cap, menée par S. le Roux. L'équipe suivante (O'Neil, Shipley et Schaff) a emprunté une nouvelle voie passant par l'extrémité septentrionale du pic, après avoir échoué à escalader la face Sud. Ils réussirent à accéder au goulet attenant, mais manquèrent de temps pour essayer d'escalader les autres faces. Quatre jours plus tard, ils essayèrent à nouveau mais finirent par abandonner. Certains des premiers à avoir tenté l'escalade, ayant été tenus en échec par une bande de granite de trois mètres de haut exceptionnellement lisse ont fini par tailler eux-mêmes des prises dans la roche au marteau et au ciseau.
Quelques mois plus tard, en novembre 1946, Hans, Else Wong et Jannie de Villiers Graaf atteignirent le sommet à midi. Durant les 25 années suivantes, cette montagne a gardé sa réputation d'imposer une escalade difficile de deux ou trois jours.
L'expédition menée par J. W. Marchant de l'université du Cap en juin 1971 a mis fin à cette réputation, en venant à bout de l'ascension en quatre heures. Ses membres ont escaladé toutes les parties inférieures du pic sans utiliser de cordes, et ont réussi à traverser la bande lisse de granite sans utiliser les prises artificielles. Ils redescendirent en deux heures, et la pluie commença à tomber pour la première fois depuis plus d'un an dès qu'ils touchèrent le sol[réf. nécessaire].
E. Haber, accompagné de A. Lombard et C. Ward réussirent en 1982 la première ascension directe de la face Sud. Ils réalisèrent leurs premières tentatives dès 1977 mais ne réussirent que cinq ans plus tard.

## Tourisme

L'arche avec le Spitzkoppe en arrière-plan.

Des emplacements de camping sauvage sont réservés dans les plaines et dans les promontoires rocheux alentour. Ces emplacements sont dépourvus d'eau et d'électricité. Outre le Spitzkoppe, magnifique au lever du soleil (il change de couleur, pouvant passer du violet au jaune en passant par le rouge), que l'on peut suivre d'un rocher (facile à escalader) situé en face du Spitzkoppe, les plaines sont elles-mêmes visitables, à pied. Il y a de plus une arche bien connue, en forme d'œil, ainsi que des aloès endémiques à la Namibie qui poussent au pied des roches.

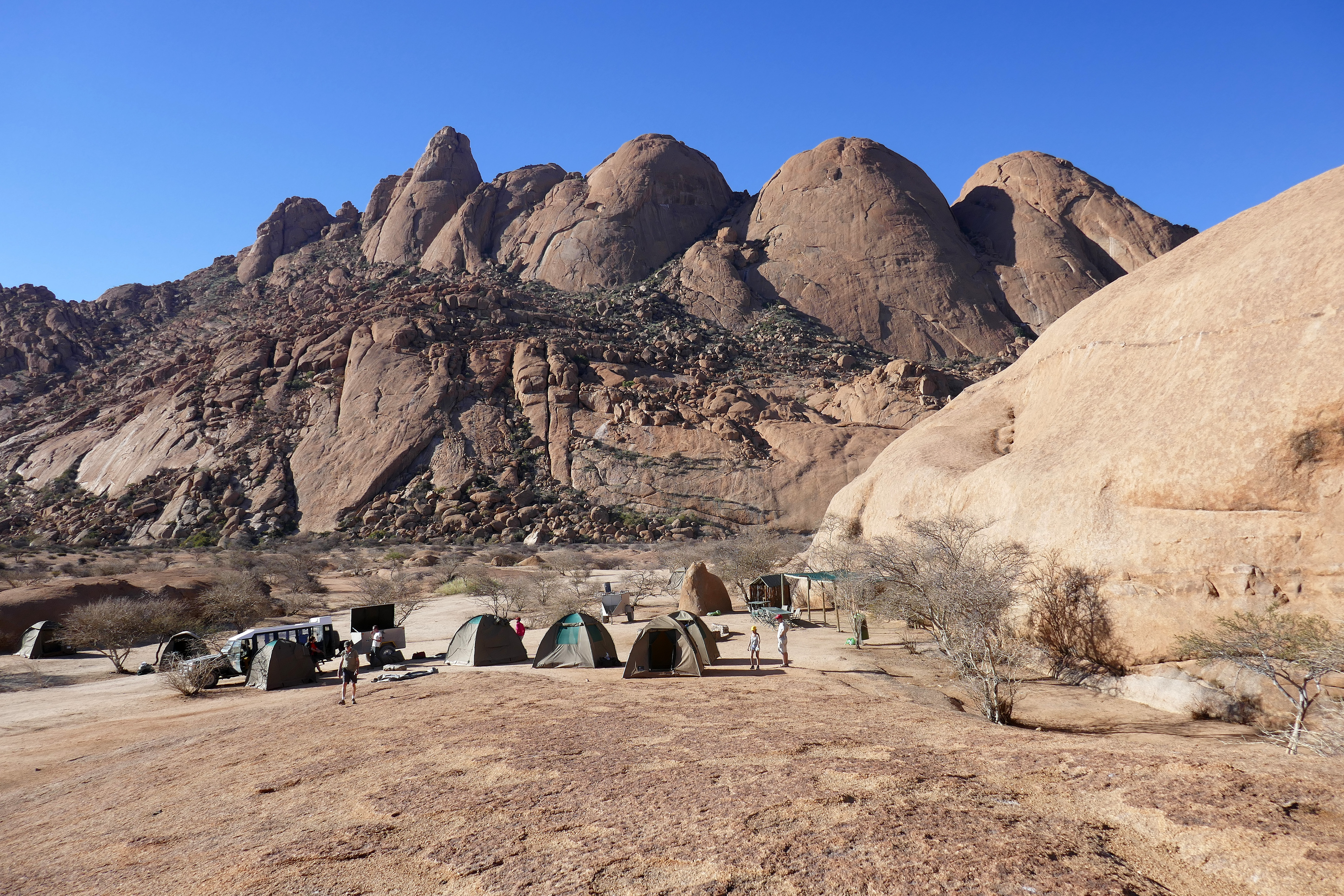
Campement.
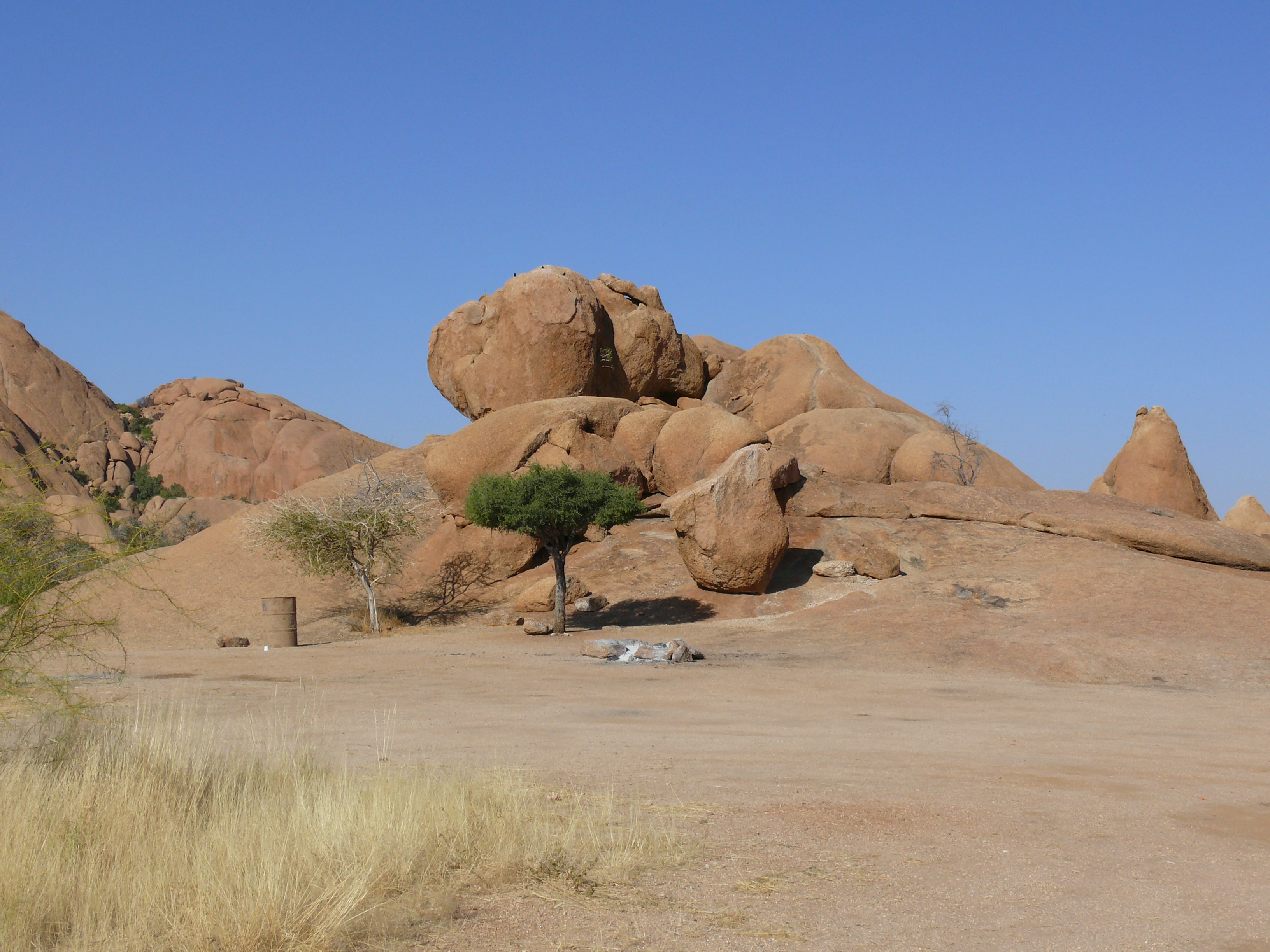
Un autre emplacement.
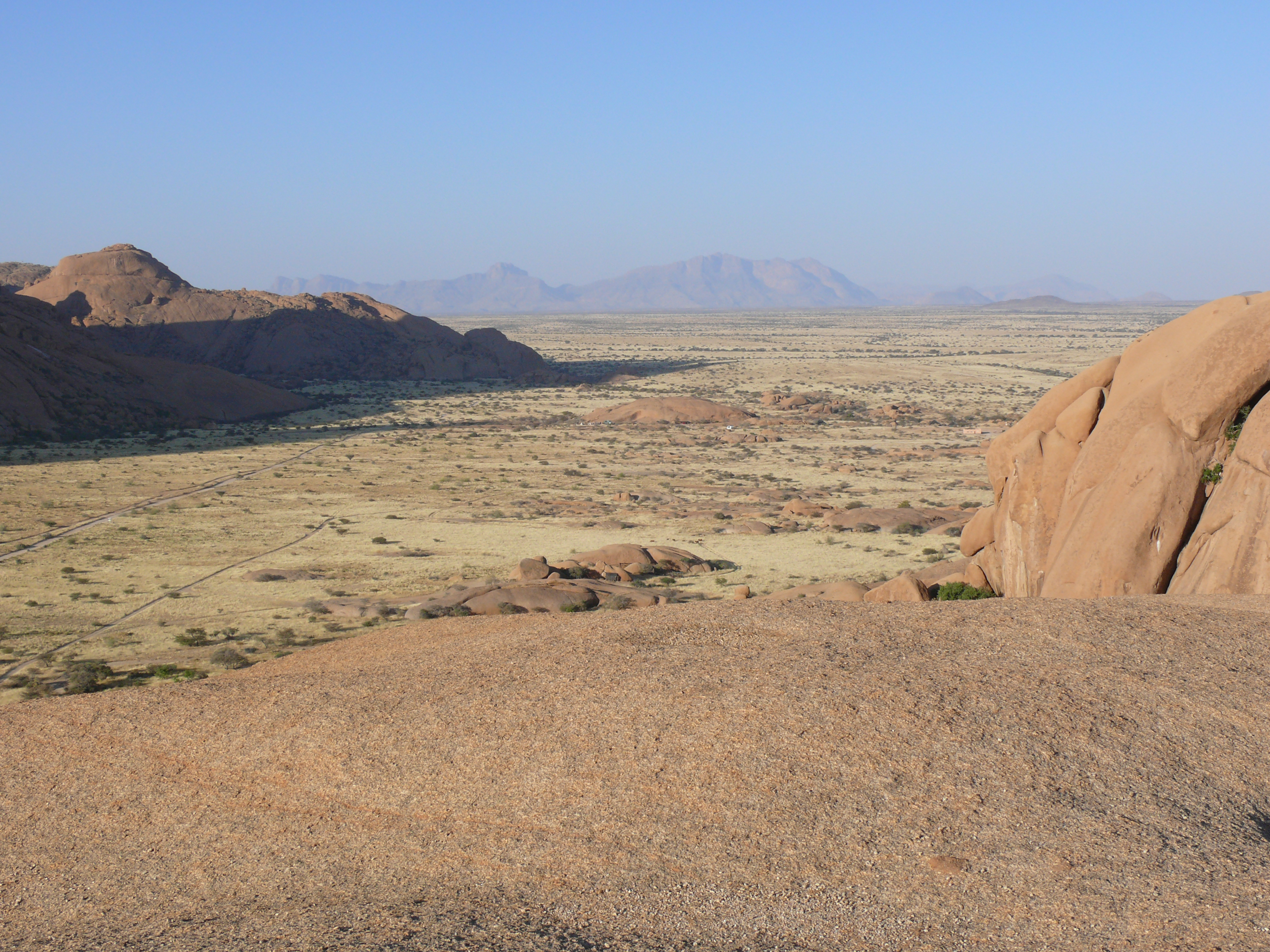
Plaines autour du Spiztkoppe.
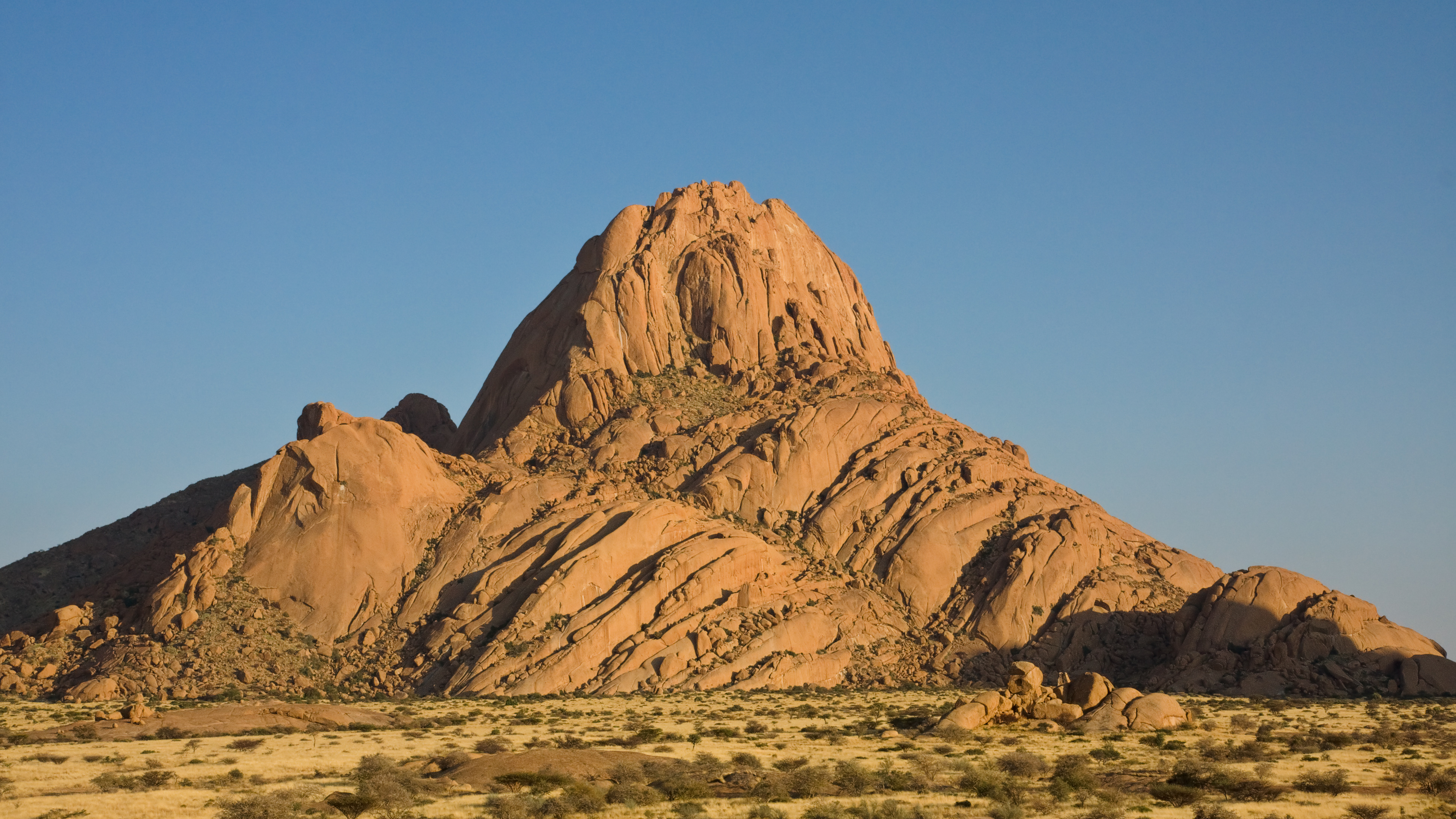
Lever du soleil sur le Spitzkoppe.
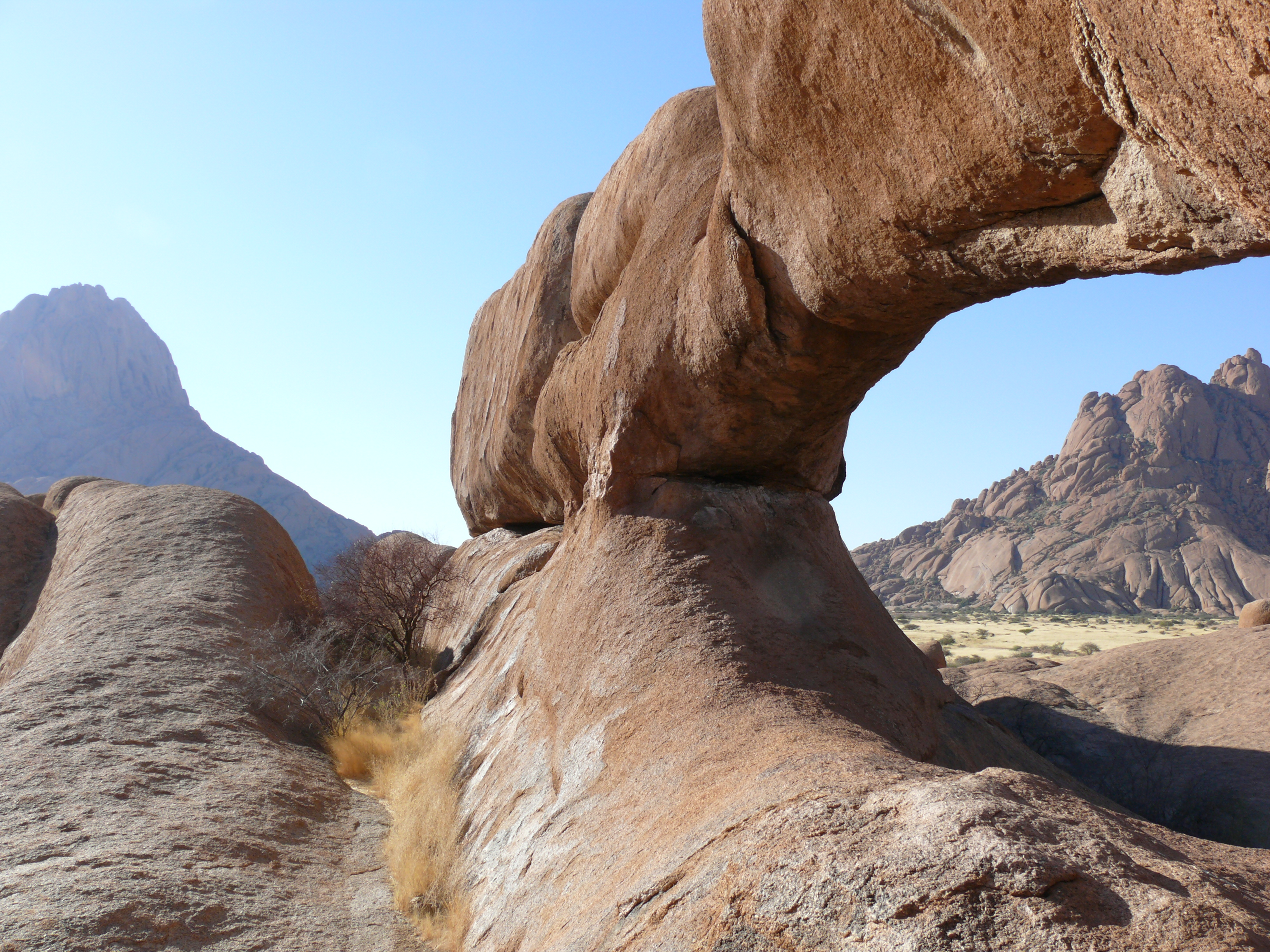
Arche du Spitzkoppe.
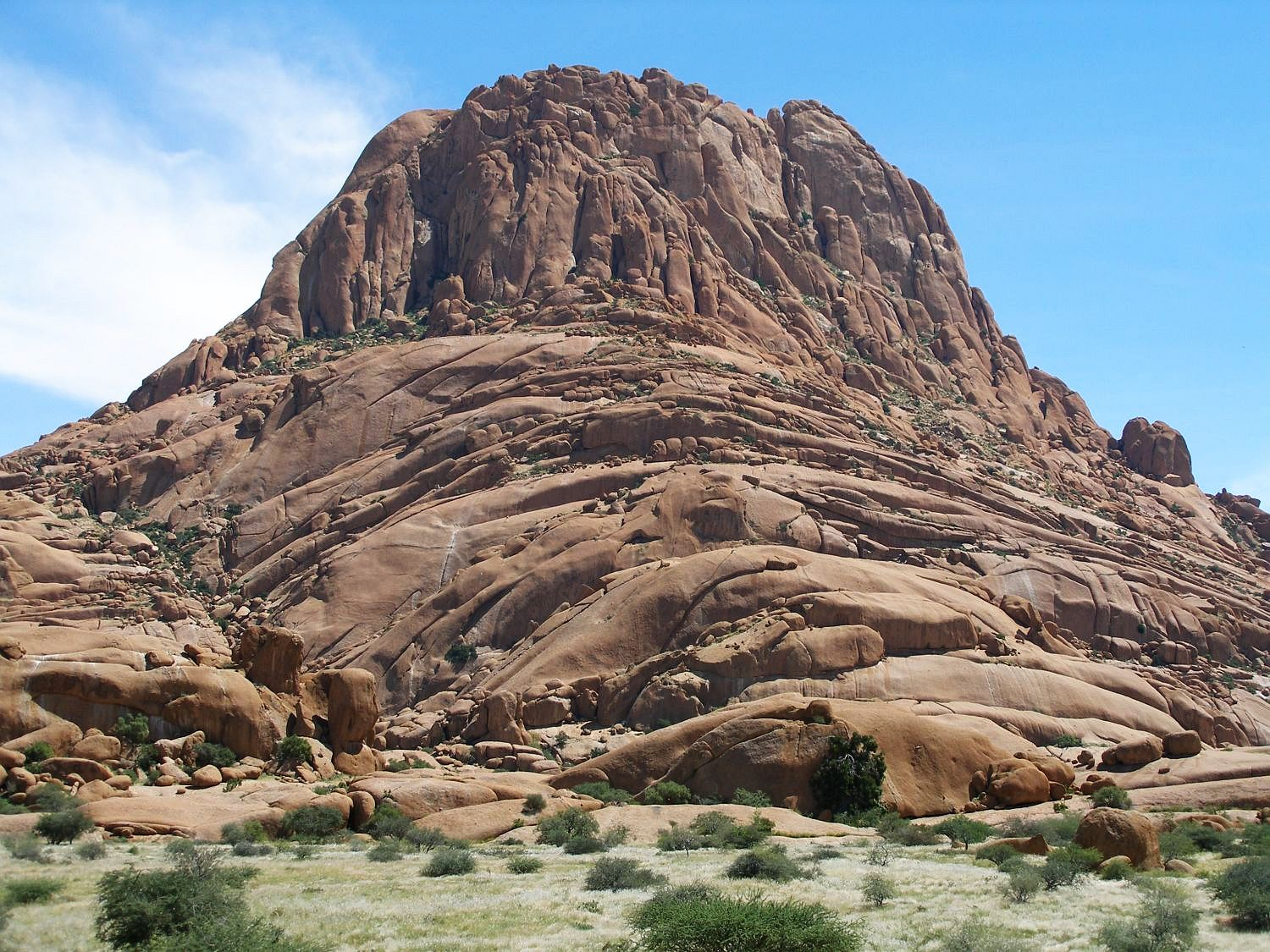
Vue du Spitzkoppe.